# Isla Manus
Manus (en inglés: Manus Island) es una isla que forma parte de la provincia de Manus en el norte de Papúa Nueva Guinea y la isla más grande de las islas del Almirantazgo. Es además la quinta isla más grande en Papúa Nueva Guinea, con una superficie de 2.100 km², que alcanza unos 100 × 30 km. Está cubierta de selvas, que pueden describirse como bosques húmedos tropicales de tierras bajas.
El punto más alto de la isla de Manus es el monte Dremsel con 718 metros (2.356 pies) sobre el nivel del mar, y ubicado en el centro de la costa sur. Manus es de origen volcánico y, probablemente, rompió la superficie del océano en el Mioceno tardío, hace 8 o 10 millones de años. El sustrato de la isla es volcánico o bien directamente de piedra caliza.
La isla de Manus tiene una población de aproximadamente 43.000 según el censo de 2000. La capital de la provincia de Manus, Lorengau, se localiza aquí.
El aeropuerto Momote, se encuentra en la cercana isla de Los Negros. Un puente conecta a Manus con Los Negros y la principal ciudad de Lorengau.
Manus es el hogar de la tortuga verde esmeralda, cuyos huevos son cosechados para ser vendidos como joyas.
En 1942, Japón, estableció una base militar en Manus. Esta fue atacada por Estados Unidos en la campaña de las islas del Almirantazgo de febrero y marzo de 1944. Un base aliada naval se estableció en la isla y más tarde apoyó a la Flota británica del Pacífico.
En 1950-51 el gobierno australiano llevó a cabo los últimos juicios contra criminales de guerra japoneses en la isla.